# Beniamino Segre
Beniamino Segre (né le 16 février 1903 à Turin ; mort le 22 octobre 1977 à Frascati) est un mathématicien italien qui a travaillé principalement en géométrie (géométrie algébrique, géométrie projective, géométrie différentielle), en théorie des fonctions et en combinatoire. Il est l'un des fondateurs de la géométrie combinatoire.

## Biographie
Segre a étudié à Turin avec Giuseppe Peano, Guido Fubini, Gino Fano et Corrado Segre (qui n'a qu'un lien de parenté lointain avec lui). En 1923, il obtient son doctorat sous la direction de Corrado Segre. Il séjourne un temps comme professeur assistant à Turin, puis étudie avec Élie Cartan à Paris en 1926 grâce à une bourse Rockefeller. Après une période comme assistant de Francesco Severi à Rome (qui y dirigea l'école italienne de géométrie algébrique avec Federigo Enriques et Guido Castelnuovo), il devient professeur à Bologne en 1931. Étant juif, il perd son poste en 1938 et se rend en Angleterre. Après une période d'internement de deux ans comme « étranger ennemi (enemy alien (en))» sur l'île de Man, il trouve un poste à l'université de Manchester en 1942 auprès de Louis Mordell, qui a aidé de nombreux mathématiciens émigrés. En 1946, il redevient professeur à Bologne et en 1950, il succède à Francesco Severi comme professeur à Rome.

## Travaux de recherche
Segre a travaillé dans divers domaines de la géométrie, notamment en géométrie algébrique ou sur des  questions combinatoires de géométrie sur des corps finis (corps de Galois), en commençant par son travail Sulle ovali nei piani lineari finiti (Sur les ovales dans des plans projectifs finis) publié dans les Atti di Accademia dei Lincei 1954 (et en anglais dans le Canadian Journal of Mathematics 1955), article dans lequel il caractérise les coniques irréductibles dans un plan de Desargues projectif fini d'ordre impair (c'est le  théorème de Segre (de)).

## Honneurs et distinctions
Segre a été membre de l'Académie des Lyncéens et deux fois son président. En 1963, il est élu membre honoraire de la London Mathematical Society. En 1974, il devient membre correspondant de l'Académie des sciences. Il a donné une conférence plénière au Congrès international des mathématiciens 1954 d'Amsterdam (Geometry on an algebraic variety), et a été conférencier invité à l'ICM de Édimbourg en 1958 (On Galois Geometries) et en 1950 à Cambridge (Massachusetts) (Arithmetical properties of algebraic varieties). En 1930 il est lauréat du prix mathématique de l'Académie italienne des sciences.
Le « Centro Linceo Interdisciplinare » de l'Académie des Lyncéens porte son nom.

## Publications (sélection)
Segre a publié autour de 400 travaux.
- Beniamino Segre, The non-singular cubic surfaces, Oxford, Clarendon Press, 1942, XI+180 (MR 0008171, zbMATH 0061.36701)[3]
- Beniamino Segre, « Arithmetic upon an algebraic surface », Bulletin of the American Mathematical Society, vol. 51, no 2,‎ 1945, p. 152–161 (DOI 10.1090/s0002-9904-1945-08300-1 , MR 0011565, zbMATH 0061.07105)
- (it) Beniamino Segre, Lezioni di geometria moderna. Vol. 1. Fondamenti di geometria sopra un corpo qualsiasi [« Lectures on modern geometry. Vol. 1. Foundations of geometry over any division ring »], Bologne, Zanichelli Editore, 1948, iv+195 (MR 0030204, zbMATH 0030.41005, lire en ligne)[4] Le deuxième volume n'a pas été publié, mais une version anglaise, revue et considérablement augmenté, a été publiée comme : Beniamino Segre (With an appendix by Lucio Lombardo–Radice), Lectures on modern geometry, Rome, Edizioni Cremonese, coll. « Monografie Matematiche del Consiglio Nazionale delle Ricerche » (no 7), 1961, 2e éd. (1re éd. 1948), xv+479 (MR 0131192, zbMATH 0095.14802)[5].
- (it) Beniamino Segre, Forme differenziali e loro integrali. Volume primo. Calcolo algebrico esterno e proprietà differenziali locali [« Differential forms and their integrals. Volume one. Algebraic exterior calculus and local differential properties »], Rome, Docet edizioni universitarie, coll. « Istituto Nazionale di Alta Matematica », 1951, 520 p. (MR 0049646, zbMATH 0045.19702, lire en ligne)[6].
- Beniamino Segre, Arithmetical Questions on Algebraic Varieties, Londres, The Athlone Press, 1951, v+55 (MR 0043498, zbMATH 0042.15204)[7].
- Beniamino Segre, « Ovals in a finite projective plane », Journal canadien de mathématiques, vol. 7,‎ 1955, p. 414–416 (DOI 10.4153/CJM-1955-045-x, MR 0071034)
- Beniamino Segre, Forme differenziali e loro integrali. Volume secondo. Omologia, coomologia, corrispondenze ed integrali sulle varietà [« Differential forms and their integrals. Volume two. Homology, cohomology, mappings and integrals on manifolds »], Rome, Docet edizioni universitarie, coll. « Istituto Nazionale di Alta Matematica », 1956, 422 p. (MR 0087989, zbMATH 0073.07803, présentation en ligne)[8],[9]
- Beniamino Segre, Some Properties of Differentiable Varieties and Transformations: With Special Reference to the Analytic and Algebraic Cases, Berlin–Heidelberg–New York, Springer-Verlag, coll. « Ergebnisse der Mathematik und ihrer Grenzgebiete. Neue Folge » (no 13), 1957, VIII+183 (ISBN 978-3-642-52766-1 et 978-3-642-52764-7, DOI 10.1007/978-3-642-52764-7, zbMATH 0081.37404)[10].
- Beniamino Segre (With an additional part written in collaboration with J. W. P. Hirschfeld), Some Properties of Differentiable Varieties and Transformations: With Special Reference to the Analytic and Algebraic Cases, Berlin–Heidelberg–New York, Springer-Verlag, coll. « Ergebnisse der Mathematik und ihrer Grenzgebiete. Neue Folge » (no 13), 1971, 2nd éd. (1re éd. 1955), IX+195 (ISBN 3-540-05085-X, 978-3-642-65006-2 et 978-3-642-65008-6, DOI 10.1007/978-3-642-65006-2, MR 0278222).
- Beniamino Segre (con un'appendice di U. Bartocci e M. Lorenzani), Prodromi di geometria algebrica [« Principles of algebraic geometry »], Roma, Edizioni Cremonese, 1972, vi+412 (ISBN 88-7083-426-3, zbMATH 0281.14001, présentation en ligne)
- Beniamino Segre, Opere scelte (3 volumes), Roma, Edizioni Cremonese, coll. « Opere dei Grandi Matematici Italiani », 1987, 1999 et 2000, li+420, xxii+460 et viii+456 (zbMATH 1098.01520, 1098.01521 et 1098.01522)